# Estela Ribeiro
Estela Ribeiro (São Paulo, 20 de março de 1980) é uma atriz, bailarina, apresentadora e dubladora brasileira.

## Biografia
Formada em ballet clássico, estudou interpretação no Teatro Escola Macunaíma. Profissionalmente, foi apresentadora de programas do Disney Channel e do Playhouse Disney. Na TV Cultura, foi apresentadora da programação de música erudita ao lado do maestro Júlio Medaglia. Como atriz atua em espetáculos de teatro musical. Esteve na montagem original da Broadway do musical Chicago no Brasil, foi dirigida por Wolf Maya na peça teatral O Musical dos Musicais, fez parte do elenco de peça Sweet Charity e de Raia 30, o musical, ao lado da atriz Cláudia Raia.Foi confirmado que ela irá trabalhar na segunda temporada da série do Disney Channel Soy Luna

## Teatro
| Ano  | Obra                   |
| ---- | ---------------------- |
| 1999 | Mulheres de Chico      |
| 2004 | Chicago, O musical     |
| 2005 | O Musical dos Musicais |
| 2006 | Sweet Charity          |
| 2009 | A Noviça Rebelde       |
| 2013 | O Mágico de Oz         |
| 2013 | Raia 30, O Musical     |
| 2024 | Tarsila, a Brasileira  |

## Televisão
| Ano            | Programa                 | Personagem                            | Canal                          |
| -------------- | ------------------------ | ------------------------------------- | ------------------------------ |
| 2001-2007      | Playhouse Disney Channel | Apresentadora                         | Disney Channel                 |
| 2006-2011      | Por dentro da orquestra  | Apresentadora                         | TV Cultura                     |
| 2006-2011      | Movimento                | Apresentadora                         | TV Cultura                     |
| 2006-2011      | Resumo da Ópera          | Apresentadora                         | TV Cultura                     |
| 2006-2011      | Clássicos                | Apresentadora                         | TV Cultura                     |
| 2006-2011      | Prelúdio                 | Chefe de programação                  | TV Cultura                     |
| 2011           | A casa do Disney Junior  | Estela (ela mesma)                    | Disney Junior e Disney Channel |
| 2012           | Quando toca o sino       | 2ª Assistente de Direção e Coreógrafa | Disney Channel                 |
| 2013- presente | Parquinho                | Estela                                | Disney Junior e Disney Channel |
| 2014           | Que Talento!             | Coreógrafa                            | Disney Channel                 |
| 2015           | Que Talento!             | Atriz                                 | Disney Channel                 |
| 2017-2018      | Soy Luna                 | Juliana/Marisa Mint                   | Disney Channel                 |
| 2019           | BIA                      | Alice                                 | Disney Channel                 |

## Radio
| Ano  | Programa           |
| ---- | ------------------ |
| 2007 | Cultura e educação |
| 2007 | Diário da Manhã    |